# Matthias Joa
Matthias Joa (* 28. Dezember 1981 in Speyer) ist ein deutscher Politiker, bis September 2021 der Alternative für Deutschland (AfD).

## Leben
Nach der Realschule absolvierte Joa von 1999 bis 2002 eine Ausbildung zum Bankkaufmann. Anschließend war er drei Jahre als Kundenberater tätig und holte parallel dazu an der Fachoberschule Speyer seine Fachhochschulreife nach. Von 2005 bis 2009 studierte Joa Wirtschaftsrecht an der Hochschule Pforzheim. Ab 2010 arbeitete er bei EnBW Energie Baden-Württemberg, zunächst als Referent im Bereich Vertragsmanagement, ab 2012 dann als Manager im Bereich Beteiligungsmodelle. Matthias Joa lebt in Westheim.
Von 2004 bis 2009 gehörte er für die CDU dem Verbandsgemeinderat Lingenfeld an. 2013 wurde Joa Mitglied der AfD, ab 2014 gehörte er dem AfD-Kreisvorstand Germersheim an. Bei der Landtagswahl am 13. März 2016 wurde er in den Landtag Rheinland-Pfalz gewählt. 2021 gelang ihm der Wiedereinzug in den Landtag.
Joa teilte Artikel, die zustimmend den Begriff „Umvolkung“ verwendeten. Dieser bezeichnet in der rechtsextremen Szene einen angeblich planmäßigen Austausch von einheimischer Bevölkerung gegen Migranten. Joa erklärte: „Wir werden ausgenommen wie die Weihnachtsgänse, und demographisch unterwandert. All dies geschieht mit Wissen und Wollen der Politik.“
Am 3. September 2021 erklärte Joa seinen Austritt aus der AfD und der AfD-Fraktion im Landtag und begründete dies mit rechtsradikalen Tendenzen in seiner Partei. Seitdem gehört er dem Landtag als fraktionsloser Abgeordneter an.